# Волейбол на летней Универсиаде 1963
Волейбольный турнир на летней Универсиаде 1963 проходил в городе Порту-Алегри (Бразилия) с 30 августа по 8 сентября. 
Соревнования проводились среди мужских и женских сборных команд. 
Чемпионом Универсиады среди мужчин стала сборная СССР. Чемпионом Универсиады среди женщин стала сборная Бразилии.

## Медальный зачёт
| Место | Страна       | Золото | Серебро | Бронза | Всего |
| ----- | ------------ | ------ | ------- | ------ | ----- |
| 1     | Бразилия     | 1      | 0       | 1      | 2     |
| 2     | СССР         | 1      | 0       | 0      | 1     |
| 3     | Чехословакия | 0      | 1       | 0      | 1     |
| 4     | Перу         | 0      | 1       | 0      | 1     |
| 5     | Чили         | 0      | 0       | 1      | 1     |
|       | Всего        | 2      | 2       | 2      | 6     |

### Мужчины
| Место | Страна       | Золото | Серебро | Бронза | Всего |
| ----- | ------------ | ------ | ------- | ------ | ----- |
| 1     | СССР         | 1      | 0       | 0      | 1     |
| 2     | Чехословакия | 0      | 1       | 0      | 1     |
| 3     | Бразилия     | 0      | 0       | 1      | 1     |
|       | Всего        | 1      | 1       | 1      | 3     |

### Женщины
| Место | Страна | Золото | Серебро | Бронза | Всего |
| ----- | ------ | ------ | ------- | ------ | ----- |
| 1     | Перу   | 1      | 0       | 0      | 1     |
| 2     | Чили   | 0      | 1       | 0      | 1     |
| 3     | Перу   | 0      | 0       | 1      | 1     |
|       | Всего  | 1      | 1       | 1      | 3     |

## Состав мужской сборной СССР
С.Буйнов («Буревестник» Тбилиси), Д.Воскобойников («Буревестник» Москва), В.Гавриленко («Буревестник» Тбилиси), Борис Елисеев («Буревестник» Москва), В.Качарава («Буревестник» Тбилиси), Ю.Коваленко («Буревестник» Москва), Александр Кармановский («Буревестник» Алма-Ата), В.Меркулов («Буревестник» Москва), Э.Обидко («Буревестник» Тбилиси), Ю.Поярков («Буревестник» Харьков), Э.Сибиряков («Буревестник» Одесса), Владимир Шнюков («Буревестник» Одесса), тренеры А.А. Тевосян, Г.А. Хачатуров